# USA:s Grand Prix 1961
USA:s Grand Prix 1961 var det sista av åtta lopp ingående i formel 1-VM 1961. Detta var det första F1-loppet som kördes på Watkins Glen.

## Rapport
Ferrari ställde inte upp i USA eftersom man redan vunnit konstruktörsmästerskapet och Phil Hill vunnit förarmästerskapet. Startfältet innehöll ett antal lokala stjärnförare som Jim Hall, Roger Penske och Hap Sharp men de kunde inte hota de etablerade F1-förarna. 
Jack Brabham i Cooper hade pole position med Graham Hill i BRM bredvid sig. I andra raden stod Stirling Moss i en Lotus tillsammans med Bruce McLaren i den andra Cooperbilen från fabriksstallet.
Moss tog ledningen i starten före Brabham medan Innes Ireland i Lotus körde upp från den åttonde startrutan till en tredjeplats. Under den första halvan av loppet kämpade Moss och Brabham om ledningen, som de hade omväxlande tills Brabham fick problem och senare var tvungen att bryta loppet. Nu ledde Moss, men även han fick problem och tvingades bryta. Ireland tog över ledningen men han fick ett bränsletrycksproblem. Turligt nog hade hans förföljare också problem, varför han kunde hålla undan och vinna loppet.

## Resultat
1. Innes Ireland, Lotus-Climax, 9 poäng
2. Dan Gurney, Porsche, 6
3. Tony Brooks, BRM-Climax, 4
4. Bruce McLaren, Cooper-Climax, 3
5. Graham Hill, BRM-Climax, 2
6. Joakim Bonnier, Porsche, 1
7. Jim Clark, Lotus-Climax
8. Roger Penske, John M Wyatt III (Cooper-Climax)
9. Peter Ryan, J Wheeler Autosport (Lotus-Climax)
10. Hap Sharp, Hap Sharp (Cooper-Climax)
11. Olivier Gendebien, BRP (Lotus-Climax)

### Förare som bröt loppet
- Roy Salvadori, Reg Parnell (Cooper-Climax) (varv 96, motor)
- Jim Hall, Jim Hall (Lotus-Climax) (76, bränsleläcka)
- Lloyd Ruby, J Frank Harrison (Lotus-Climax) (76, tändfördelare)
- Stirling Moss, R R C Walker (Lotus-Climax) (58, motor)
- Jack Brabham, Cooper-Climax (57, överhettning)
- Masten Gregory, BRP (Lotus-Climax) (23, växellåda)
- Walt Hansgen, Momo Corporation (Cooper-Climax) (14, olycka)
- John Surtees, Reg Parnell (Cooper-Climax) (0, motor)